# 平喜
平喜，五胡十六国時代後燕人物，燕郡薊县人，平规的侄子。
平喜在後燕担任冀州刺史。396年二月，叔父征東将軍平規率领博陵郡、武邑郡、长乐郡三郡之兵在鲁口起兵反叛後燕。平喜劝谏，平规不听。平規的弟弟海陽县令平翰在辽西起兵响应。
燕帝慕容垂亲自领兵攻打平规，刚刚到鲁口，平規抛弃部众，带着妻儿以及平喜等数十人逃走，渡过黄河，皇帝慕容垂于是撤军。
平规收整余党，占据高唐。新即位的燕帝慕容宝派遣高阳王慕容隆带兵前去讨伐。七月，慕容隆率军来到黄河岸边，平规放弃高唐逃走。慕容隆派遣建威将軍慕容進渡过黄河追击，在济北斩杀平规首。平喜逃奔彭城。